# Pitt Meadows Airport
Pitt Meadows Airport är en flygplats i Kanada.   Den ligger i provinsen British Columbia, i den södra delen av landet, 3 500 km väster om huvudstaden Ottawa. Pitt Meadows Airport ligger 3 meter över havet. Den ligger vid sjöarna  Cook Slough Cranberry Slough och Tulley Slough.
Terrängen runt Pitt Meadows Airport är platt.Runt Pitt Meadows Airport är det tätbefolkat, med 297 invånare per kvadratkilometer.. Närmaste större samhälle är Surrey, 14,7 km sydväst om Pitt Meadows Airport.
Runt Pitt Meadows Airport är det i huvudsak tätbebyggt.